# São João Baptista (Beja)
Pour les articles homonymes, voir São João Baptista.
São João Baptista, officiellement Beja (São João Baptista), est une ancienne paroisse civile portugaise (en portugais : freguesia) de la municipalité de Beja dans le district du même nom en Alentejo. Depuis 2013, elle est remplacée par Beja (Santiago Maior e São João Baptista).

## Géographie
Avant sa disparition, la paroisse s'étend sur une superficie de 7,87 km2. Son territoire correspond aux quartiers sud de la ville de Beja, construits en grande partie dans les années 1940 à 1960.

## Histoire
La loi no 11-A/2013 du 28 janvier 2013, portant réorganisation administrative du territoire des freguesias, fusionne Beja (São João Baptista) avec la paroisse voisine de Santiago Maior pour former l’União das freguesias de Beja (Santiago Maior e São João Baptista), dont le siège est à Santiago Maior.